# Erich Priebke
Erich Priebke est un citoyen allemand, membre de la SS pendant la Seconde Guerre mondiale, né le 29 juillet 1913 à Hennigsdorf (Allemagne) et mort le 11 octobre 2013 à Rome,.
Il était SS-Hauptsturmführer et le second d'Herbert Kappler à Rome. À ce titre, il a participé au massacre des Fosses ardéatines au cours duquel 335 civils italiens ont été exécutés par les troupes d'occupation allemandes le 24 mars 1944, en représailles d'un attentat perpétré la veille par les partisans italiens dans le centre de Rome, sur la  via Rasella dans lequel 33 soldats allemands avaient trouvé la mort.
Après la guerre, il a disposé d'un passeport de la Croix-Rouge au nom de « Otto Pape », ce qui lui a permis de fuir la justice jusqu'en 1995.

## Biographie
Devenu un notable de la ville de Bariloche en Patagonie, il est rattrapé en 1995 par la justice italienne à la suite de la publication en 1991 du livre d'Esteban Buch, El pintor de la Suiza Argentina, ce livre étant lui-même la source principale d'un reportage du chef d'antenne d'ABC, Sam Donaldson (en), diffusé en 1994 par cette même chaîne de télévision. Erich Priebke est alors extradé vers l'Italie et condamné à 15 ans de prison, ensuite réduits à 5 ; le verdict est contesté par l'opinion publique. Priebke a d'abord été défendu par l'avocat argentin Jorge Olivera, un ancien tortionnaire de la dictature argentine.
Priebke est finalement condamné à la prison à vie en 1998, peine qui, en raison de son grand âge — 85 ans — est commuée en internement à domicile, avec possibilité de sorties sous escorte.
Il purge alors sa peine dans un appartement propriété de son avocat italien, Paolo Giachini. En juin 2007, il  bénéficie brièvement d'une mesure de semi-liberté pour lui permettre de travailler comme traducteur au cabinet de son avocat. Mais les protestations de la communauté juive italienne incitent les autorités italiennes à annuler son permis de travail.
Il est soutenu par l'association néo nazie  Stille Hilfe et sa cofondatrice Gudrun Burwitz.
Il meurt le 11 octobre 2013 à Rome,.
Priebke a toujours refusé d'exprimer de quelconques regrets pour ses actes, sous le prétexte qu'il avait obéi à des ordres ; néanmoins, son avocat italien évoque une déclaration écrite de son client datant de 1995 dans laquelle il dit éprouver une « profonde solidarité » avec la peine ressentie par les familles des victimes du massacre (romain). En outre, dans un long entretien réalisé par le journal britannique International Business Times deux mois avant sa mort, même si certains points peuvent être exacts, Priebke défend encore des thèses nettement négationnistes. Cet entretien n'a pu être publié qu'après son décès, quelques jours après, en octobre 2013.